# Вигода (гміна Вішніце)
Вигода (пол. Wygoda) — село в Польщі, у гміні Вишниці Більського повіту Люблінського воєводства. Населення — 420 осіб (2011).

## Історія
За даними етнографічної експедиції 1869—1870 років під керівництвом Павла Чубинського, у селі проживали лише греко-католики, які розмовляли українською мовою.
У 1975—1998 роках село належало до Білопідляського воєводства.

## Демографія
Демографічна структура станом на 31 березня 2011 року:
|          | Загалом | Допрацездатний вік | Працездатний вік | Постпрацездатний вік |
| -------- | ------- | ------------------ | ---------------- | -------------------- |
| Чоловіки | 195     | 43                 | 138              | 14                   |
| Жінки    | 225     | 39                 | 146              | 40                   |
| Разом    | 420     | 82                 | 284              | 54                   |